# Giro del Delfinato 2008
Il Giro del Delfinato 2008, sessantesima edizione della corsa e valevole come prova del circuito UCI ProTour 2008, si svolse in otto tappe dall'8 al 15 giugno 2008, per un percorso totale di 1092,6 km. Fu vinto dallo spagnolo Alejandro Valverde, che terminò in 27.34'39".

## Tappe
| Tappa  | Data      | Percorso                                                 | km      | Vincitore di tappa   | Leader cl. generale |
| ------ | --------- | -------------------------------------------------------- | ------- | -------------------- | ------------------- |
| Prol.  | 8 giugno  | Le Pontet > Avignon                                      | 5,6     | Levi Leipheimer      | Levi Leipheimer     |
| 1ª     | 9 giugno  | Avignon > Privas                                         | 194     | Alejandro Valverde   | Thor Hushovd        |
| 2ª     | 10 giugno | Bourg-Saint-Andéol > Vienne                              | 184     | George Hincapie      | Thor Hushovd        |
| 3ª     | 11 giugno | Saint-Paul-en-Jarez > Saint-Paul-en-Jarez (cron. indiv.) | 31      | Alejandro Valverde   | Alejandro Valverde  |
| 4ª     | 12 giugno | Vienne > Annemasse                                       | 193     | Cyril Dessel         | Alejandro Valverde  |
| 5ª     | 13 giugno | Ville-la-Grand > Morzine                                 | 125     | Jurij Trofimov       | Alejandro Valverde  |
| 6ª     | 14 giugno | Morzine > La Toussuire                                   | 233     | Chris Anker Sørensen | Alejandro Valverde  |
| 7ª     | 15 giugno | Saint-Jean-de-Maurienne > Grenoble                       | 128     | Dmitrij Fofonov      | Alejandro Valverde  |
| Totale | Totale    | Totale                                                   | 1 092,6 |                      |                     |

## Squadre e corridori partecipanti
| N.    | Cod. | Squadra           |
| ----- | ---- | ----------------- |
| 1-8   | SIL  | Silence-Lotto     |
| 11-18 | AST  | Astana            |
| 21-28 | GCE  | Caisse d'Epargne  |
| 31-38 | EUS  | Euskaltel-Euskadi |
| 41-48 | C.A  | Crédit Agricole   |
| 51-58 | QST  | Quick Step        |
| 61-68 | ALM  | AG2R La Mondiale  |
| 71-78 | RAB  | Rabobank          |
| 81-88 | COF  | Cofidis           |

| N.      | Cod. | Squadra                 |
| ------- | ---- | ----------------------- |
| 91-98   | GST  | Gerolsteiner            |
| 101-108 | FDJ  | Française des Jeux      |
| 111-118 | LAM  | Lampre                  |
| 121-128 | BBO  | Bouygues Télécom        |
| 131-138 | THR  | Team Columbia-High Road |
| 141-148 | LIQ  | Liquigas                |
| 151-158 | SAX  | Team CSC                |
| 161-168 | SDV  | Saunier Duval-Scott     |
| 171-178 | MRM  | Team Milram             |

## Dettagli delle tappe

### Prologo
- 8 giugno: Le Pontet > Avignon – Cronometro individuale – 5,6 km

Risultati
| Pos. | Corridore          | Squadra         | Tempo   |
| ---- | ------------------ | --------------- | ------- |
| 1    | Levi Leipheimer    | Astana          | 6'10"05 |
| 2    | Thor Hushovd       | Crédit Agricole | a 1"    |
| 3    | Alejandro Valverde | C. d'Epargne    | a 6"    |

| Pos. | Corridore          | Squadra         | Tempo   |
| ---- | ------------------ | --------------- | ------- |
| 1    | Levi Leipheimer    | Astana          | 6'10"05 |
| 2    | Thor Hushovd       | Crédit Agricole | a 1"    |
| 3    | Alejandro Valverde | C. d'Epargne    | a 6"    |

Descrizione e riassunto
Il Giro del Delfinato iniziò con un cronoprologo vinto da Levi Leipheimer. Lo statunitense riuscì ad imporsi davanti a Thor Hushovd. Alejandro Valverde chiuse con il terzo tempo.

### 1ª tappa
- 9 giugno: Avignon > Privas – 194 km

Risultati
| Pos. | Corridore          | Squadra         | Tempo    |
| ---- | ------------------ | --------------- | -------- |
| 1    | Alejandro Valverde | C. d'Epargne    | 4h46'36" |
| 2    | Thor Hushovd       | Crédit Agricole | s.t.     |
| 3    | Björn Schröder     | Milram          | s.t.     |

| Pos. | Corridore          | Squadra         | Tempo    |
| ---- | ------------------ | --------------- | -------- |
| 1    | Thor Hushovd       | Crédit Agricole | 4h52'41" |
| 2    | Alejandro Valverde | C. d'Epargne    | a 1"     |
| 3    | Levi Leipheimer    | Astana          | a 5"     |

Descrizione e riassunto
Alejandro Valverde batté in volata il norvegese Thor Hushovd, che conquistò la maglia gialla di leader.

### 2ª tappa
- 10 giugno: Bourg-Saint-Andéol > Vienne – 184 km

Risultati
| Pos. | Corridore          | Squadra      | Tempo    |
| ---- | ------------------ | ------------ | -------- |
| 1    | George Hincapie    | Astana       | 4h32'38" |
| 2    | Sébastien Chavanel | F. des Jeux  | s.t.     |
| 3    | Sebastian Lang     | Gerolsteiner | s.t.     |

| Pos. | Corridore          | Squadra         | Tempo    |
| ---- | ------------------ | --------------- | -------- |
| 1    | Thor Hushovd       | Crédit Agricole | 9h25'19" |
| 2    | Alejandro Valverde | C. d'Epargne    | a 1"     |
| 3    | Levi Leipheimer    | Astana          | a 5"     |

Descrizione e riassunto
George Hincapie anticipò la volata precedendo il francese Sébastien Chavanel. Hushovd, che conservò la leadership, giunse quinto perdendo un'altra occasione per ottenere un successo parziale.

### 3ª tappa
- 11 giugno: Saint-Paul-en-Jarez – Cronometro individuale – 31 km

Risultati
| Pos. | Corridore          | Squadra      | Tempo    |
| ---- | ------------------ | ------------ | -------- |
| 1    | Alejandro Valverde | C. d'Epargne | 44'59"78 |
| 2    | Levi Leipheimer    | Astana       | a 19"    |
| 3    | Cadel Evans        | Silence      | a 20"    |

| Pos. | Corridore          | Squadra      | Tempo     |
| ---- | ------------------ | ------------ | --------- |
| 1    | Alejandro Valverde | C. d'Epargne | 10h10'19" |
| 2    | Levi Leipheimer    | Astana       | a 23"     |
| 3    | Cadel Evans        | Silence      | a 37"     |

Descrizione e riassunto
Alejandro Valverde conquistò la frazione contro ogni pronostico. Nella tappa il murciano precedette Levi Leipheimer e Cadel Evans, sulla carta i favoriti delle prove contro il tempo. Inoltre, sfilò la maglia di leader della classifica generale al norvegese Hushovd.

### 4ª tappa
- 12 giugno: Vienne > Annemasse – 193 km

Risultati
| Pos. | Corridore      | Squadra         | Tempo    |
| ---- | -------------- | --------------- | -------- |
| 1    | Cyril Dessel   | AG2R La Mon.    | 4h37'16" |
| 2    | Pierre Rolland | Crédit Agricole | a 18"    |
| 3    | Amaël Moinard  | Cofidis         | a 1'21"  |

| Pos. | Corridore          | Squadra      | Tempo     |
| ---- | ------------------ | ------------ | --------- |
| 1    | Alejandro Valverde | C. d'Epargne | 14h49'46" |
| 2    | Levi Leipheimer    | Astana       | a 23"     |
| 3    | Cadel Evans        | Silence      | a 37"     |

Descrizione e riassunto
Nella quarta tappa andò in porto la prima fuga della corsa, partita al chilometro 63 dopo diversi tentativi nella fase iniziale sempre rintuzzati dal gruppo. Il gruppo termina la prova a 2'11" dal vincitore, Cyril Dessel.

### 5ª tappa
- 13 giugno: Ville-la-Grand > Morzine – 125 km

Risultati
| Pos. | Corridore          | Squadra       | Tempo    |
| ---- | ------------------ | ------------- | -------- |
| 1    | Jurij Trofimov     | Bouygues Tél. | 3h07'46" |
| 2    | Cadel Evans        | Silence       | a 18"    |
| 3    | Alejandro Valverde | C. d'Epargne  | s.t.     |

| Pos. | Corridore          | Squadra      | Tempo     |
| ---- | ------------------ | ------------ | --------- |
| 1    | Alejandro Valverde | C. d'Epargne | 17h57'50" |
| 2    | Cadel Evans        | Silence      | a 37"     |
| 3    | Levi Leipheimer    | Astana       | a 1'29"   |

Descrizione e riassunto
La quinta tappa prevedeva un profilo altimetrico movimentato con l'ascesa del Col de Jeux-Plane a 12 km dall'arrivo. Il primo fu il russo Jurij Trofimov, che arrivò in solitaria precedendo i due uomini di classifica Alejandro Valverde e Cadel Evans. In difficoltà Levi Leipheimer sulle rampe del Jeux-Plan dove allungarono Valverde ed Evans, i suoi diretti avversari per la classifica finale.

### 6ª tappa
- 14 giugno: Morzine > La Toussuire – 233 km

Risultati
| Pos. | Corridore            | Squadra       | Tempo    |
| ---- | -------------------- | ------------- | -------- |
| 1    | Chris Anker Sørensen | Team CSC      | 6h15'53" |
| 2    | Pierrick Fédrigo     | Bouygues Tél. | a 1'02"  |
| 3    | Levi Leipheimer      | Astana        | a 1'10"  |

| Pos. | Corridore          | Squadra      | Tempo     |
| ---- | ------------------ | ------------ | --------- |
| 1    | Alejandro Valverde | C. d'Epargne | 24h14'48" |
| 2    | Cadel Evans        | Silence      | a 39"     |
| 3    | Levi Leipheimer    | Astana       | a 1'24"   |

Descrizione e riassunto
La sesta tappa prevedeva l'ascesa al Col de la Croix-de-Fer, presente anche nel programma del Tour, e la salita finale a La Toussuire. Al chilometro 48 si formò un drappello di fuggitivi, tra cui solo Chris Anker Sørensen (Team CSC) non venne ripreso dal gruppo ed arrivò da solo al traguardo con un minuto e due secondi su Pierrick Fédrigo. Dietro al francese arrivò Levi Leipheimer, che scattò nei pressi de La Toussuire guadagnando cinque secondi da Valverde e sette da Evans.

### 7ª tappa
- 15 giugno: Saint-Jean-de-Maurienne > Grenoble – 128 km

Risultati
| Pos. | Corridore           | Squadra         | Tempo    |
| ---- | ------------------- | --------------- | -------- |
| 1    | Dmitrij Fofonov     | Crédit Agricole | 3h17'20" |
| 2    | Jurgen Van De Walle | Quick Step      | s.t.     |
| 3    | Jurij Trofimov      | Bouygues Tél.   | s.t.     |

| Pos. | Corridore          | Squadra      | Tempo     |
| ---- | ------------------ | ------------ | --------- |
| 1    | Alejandro Valverde | C. d'Epargne | 27h34'39" |
| 2    | Cadel Evans        | Silence      | a 39"     |
| 3    | Levi Leipheimer    | Astana       | a 1'24"   |

Descrizione e riassunto
L'ultima tappa del Giro prevedeva la classica passerella conclusiva a Grenoble.

## Evoluzione delle classifiche
| Tappa              | Vincitore            | Classifica generale Maglia gialla | Classifica a punti Maglia verde | Classifica scalatori Maglia a pois | Classifica squadre |
| ------------------ | -------------------- | --------------------------------- | ------------------------------- | ---------------------------------- | ------------------ |
| Prol.              | Levi Leipheimer      | Levi Leipheimer                   | Levi Leipheimer                 | non assegnata                      | Astana             |
| 1ª                 | Alejandro Valverde   | Thor Hushovd                      | Alejandro Valverde              | Christian Kux                      | Astana             |
| 2ª                 | George Hincapie      | Thor Hushovd                      | Thor Hushovd                    | David de la Fuente                 | Astana             |
| 3ª                 | Alejandro Valverde   | Alejandro Valverde                | Alejandro Valverde              | Alejandro Valverde                 | Caisse d'Epargne   |
| 4ª                 | Cyril Dessel         | Alejandro Valverde                | Alejandro Valverde              | David de la Fuente                 | Caisse d'Epargne   |
| 5ª                 | Jurij Trofimov       | Alejandro Valverde                | Alejandro Valverde              | Juan José Cobo                     | Silence-Lotto      |
| 6ª                 | Chris Anker Sørensen | Alejandro Valverde                | Alejandro Valverde              | Pierre Rolland                     | Euskaltel-Euskadi  |
| 7ª                 | Dmitrij Fofonov      | Alejandro Valverde                | Alejandro Valverde              | Pierre Rolland                     | Euskaltel-Euskadi  |
| Classifiche finali | Classifiche finali   | Alejandro Valverde                | Alejandro Valverde              | Pierre Rolland                     | Euskaltel-Euskadi  |

## Classifiche finali

### Classifica generale - Maglia gialla
| Pos. | Corridore          | Squadra      | Tempo     |
| ---- | ------------------ | ------------ | --------- |
| 1    | Alejandro Valverde | C. d'Epargne | 27h34'39" |
| 2    | Cadel Evans        | Silence      | a 39"     |
| 3    | Levi Leipheimer    | Astana       | a 1'24"   |
| 4    | Robert Gesink      | Rabobank     | a 2'47"   |
| 5    | Haimar Zubeldia    | Euskaltel    | a 3'19"   |
| 6    | Cyril Dessel       | AG2R La Mon. | a 4'01"   |
| 7    | Mikel Astarloza    | Euskaltel    | a 4'25"   |
| 8    | Sylvester Szmyd    | Lampre       | a 4'29"   |
| 9    | Maxime Monfort     | Cofidis      | a 4'45"   |
| 10   | Matteo Carrara     | Quick Step   | a 5'13"   |

### Classifica a punti - Maglia verde
| Pos. | Corridore          | Squadra         | Punti |
| ---- | ------------------ | --------------- | ----- |
| 1    | Alejandro Valverde | C. d'Epargne    | 133   |
| 2    | Levi Leipheimer    | Astana          | 105   |
| 3    | Cadel Evans        | Silence         | 87    |
| 4    | Thor Hushovd       | Crédit Agricole | 76    |
| 5    | Jurij Trofimov     | Bouygues Tél.   | 59    |

### Classifica scalatori - Maglia a pois
| Pos. | Corridore           | Squadra         | Punti |
| ---- | ------------------- | --------------- | ----- |
| 1    | Pierre Rolland      | Crédit Agricole | 110   |
| 2    | Jurij Trofimov      | Bouygues Tél.   | 110   |
| 3    | Dmitrij Fofonov     | Crédit Agricole | 72    |
| 4    | Vladimir Efimkin    | AG2R La Mon.    | 70    |
| 5    | Jurgen Van De Walle | Quick Step      | 60    |

### Classifica squadre
| Pos. | Squadra           | Tempo     |
| ---- | ----------------- | --------- |
| 1    | Euskaltel-Euskadi | 83h02'24" |
| 2    | AG2R La Mondiale  | a 5'23"   |
| 3    | Caisse d'Epargne  | a 6'40"   |
| 3    | Silence           | 72        |
| 3    | Crédit Agricole   | 72        |